# أندرو مكينلي
أندرو مكينلي (بالإنجليزية: Andrew McKinley)‏ هو مغني وعازف كمان ومغني أوبرا أمريكي، ولد في 1903 في بيتسبرغ في الولايات المتحدة، وتوفي في 11 يناير 1996 في مانهاتن في الولايات المتحدة.

## وصلات خارجية
- أندرو مكينلي على موقع IMDb (الإنجليزية)
- أندرو مكينلي على موقع قاعدة بيانات برودواي على الإنترنت (الإنجليزية)